# Moudjbar
Moudjbar (o Medjebar) è un comune dell'Algeria, situato nella provincia di Médéa.